# Juan D. Pozzo
Juan D. Pozzo fue un abogado, jurista y laboralista argentino que nació en Santa Fe el 18 de enero de 1900 y falleció en Buenos Aires en enero de 1973.
Ejerció en Buenos Aires su profesión de abogado y escribió numerosos artículos y notas en publicaciones jurídicas sobre Derecho Comercial y Derecho Laboral. Su primer libro Accidentes del Trabajo (1939) fue el primero y fundamental en la materia, tratada con conocimiento y profundidad, y durante años fue la obra de consulta en el tema.
Su Tratado de Derecho del Trabajo (1951) en cuatro tomos, fue la primera obra de tal característica en la especialidad y realizado a imagen y semejanza de los clásicos italianos de entonces, como Lodovico Barassi, Broghi y Pergolesi o Riva Sanseverino. 
Finalmente, su Manual Teórico Práctico de Derecho del Trabajo, con el más alto nivel pedagógico para los estudiantes de la materia, con una primera edición de 1967 y la segunda de 1972.
En la docencia comenzó como profesor de Historia, en la escuela Normal de Quilmas, ciudad de su residencia y en el Instituto de Enseñanza Práctica de la Facultad de Derecho de Buenos Aires, donde luego fue profesor titular en la década de 1950, después de 1955. Años más tarde, fue fundador de la Cátedra en la Facultad de Derecho de la Universidad Católica Argentina, hasta que renunció en 1972, ya próximo a su muerte Participó en la organización del Primer Congreso Nacional de Derecho del Trabajo y en el año 1957, fundó con otros especialistas la Asociación Argentina de Derecho del Trabajo y de la Seguridad Social, cuyo primer presidente fue el Dr. Krotoschin al que y luego sucedió el Dr. Pozzo. 
En 1956 fue designado Director de Asuntos Jurídicos del Ministerio de Trabajo y Previsión Social, a cargo del Dr. Luis Migone. Era una de las funciones más importantes del mismo, pues tenía a su cargo revertir la legislación dictada, lo que hicieron, con textos precisos que garantizaban la libertad sindical, cuando ya no existían sus precedentes y abriendo la posibilidad de vigencia de la libertad sindical. Para ello se derogaron la ley de asociaciones sindicales y la de entidades patronales y se dictó la primera y única ley en el país que respetó aquella libertad, consagrada por la Constitución Nacional en 1957. Renunció a su cargo en 1958 al asumir el nuevo presidente y se reintegró a su actividad profesional.
El Dr. Pozzo, que estaba casado con Delia Rocca Rivarola, falleció en enero de 1973 y en su homenaje el Instituto de Investigaciones Laborales de la Facultad de Derecho de la Universidad Católica Argentina se denomina "Profesor Juan D. Pozzo".